# Hans Aumeier
Hans Aumeier (Amberg, 20 agosto 1906 – Cracovia, 24 gennaio 1948) è stato un militare tedesco, comandante delle SS e criminale di guerra che ha servito in posizioni di alto livello in diversi campi di concentramento.

## Biografia
Nacque il 20 agosto 1906 nella piccola città di Amberg, in Germania, dove frequentò le scuole. Nel 1918, senza alcuna qualifica scolastica, intraprese l'apprendistato come tornitore e montatore in una fabbrica di fucili locale, seguendo la carriera di suo padre. Nel 1923 lasciò la piccola fabbrica di Amberg e iniziò a lavorare per una grande azienda a Monaco. Nel 1925 tentò di entrare nella Reichswehr senza successo e tornò a lavorare nella fabbrica di fucili di Monaco ma non riuscì a reintegrarsi e, dopo aver assunto posizioni simili in altre fabbriche di Berlino, Brema e Colonia, rimase disoccupato.
Entrò a far parte delle SA, nell'agosto del 1929 divenne un membro delle SS (n° 2.700) e subito dopo entrò a far parte dello stato maggiore del Reichsführer-SS Heinrich Himmler a Monaco. Il 1º dicembre 1929 Aumeier si unì all'NSDAP (n° 164.755). Nelle SS, Aumeier fu promosso SS-Sturmbannführer nel 1944.
Dopo la fondazione del campo di concentramento di Dachau nel 1933 frequentò la "Scuola di Dachau" di Theodor Eicke. Dall'aprile 1936, appartenne al 4º reggimento SS-Totenkopfverbände Ostfriesland nel campo di concentramento di Esterwegen; nel dicembre 1936 si trasferì nel campo di concentramento di Lichtenburg, dove fu schierato come comandante di compagnia nel 2º reggimento SS-Totenkopfverbände "Elba" per sorvegliare il campo di concentramento. Successivamente fu impiegato con la stessa mansione nel 3º reggimento SS-Totenkopfverbände "Thüringen" nel campo di concentramento di Buchenwald prima di essere trasferito all'inizio di agosto 1938 nel campo di concentramento di Flossenbürg dove lavorò come capo del campo di custodia protettiva.

## 1942-1943: Auschwitz
Il 1º febbraio 1942, Aumeier sostituì Karl Fritzsch come comandante nel campo di concentramento di Auschwitz e mantenne questa posizione fino al 16 agosto 1943. Aumeier conferì ai kapo ampi poteri ottenendo così un aumento del terrore nei campi. Introdusse la tortura punitiva nelle celle del Blocco 11 e sparò ai detenuti contro il famigerato Muro Nero.
Aumeier partecipò all'uccisione dei sopravvissuti all'insurrezione dopo il fallito tentativo di rivolta della compagnia penale (Strafkompanie) nel giugno 1942; insieme a Otto Moll e Franz Hößler, prese parte alle fucilazioni di massa e alle selezioni nel campo di Auschwitz.

## 1943-1945: dopo Auschwitz
A causa dei furti e della corruzione, fu trasferito nel campo di concentramento di Vaivara a metà agosto 1943 su iniziativa di Rudolf Höß, dove fu comandante del campo fino all'evacuazione del campo nell'estate del 1944: in questo campo, si occupò delle selezioni in accordo con l'amministrazione, dove uccisero uomini, donne e bambini. Successivamente lavorò per i campi del complesso di Kaufering. 
Nel gennaio 1945, Aumeier assunse la carica di comandante del campo di prigionia di Grini in Norvegia, attivo fino all'8 maggio 1945. Durante questo ultimo periodo si dice che il comportamento di Aumeier sia cambiato notevolmente, mostrandosi quasi umano e conducendo anche trattative con la Croce Rossa.

## Arresto, processo ed esecuzione
Aumeier fu arrestato dall'esercito britannico in Norvegia, l'11 giugno 1945, e trasferito nel campo di internamento di Staumühle dove fu interrogato: inizialmente negò qualsiasi conoscenza delle camere a gas ad Auschwitz, ma in seguito ritrattò questa sua dichiarazione.
Fu estradato in Polonia e condannato a morte nel processo di Auschwitz celebrato a Cracovia dal Tribunale Nazionale Supremo polacco. La sentenza fu eseguita per impiccagione il 24 gennaio 1948.